# Mohammed Nági
Mohammed Nági (arabul محمد ناجي, nyugati átiratokban Mohamed Nagy), becenevén Geddo (جدو) (Damanhúr, Behejra, 1984. október 30.) egyiptomi válogatott labdarúgó.

## Válogatott góljai
| #  | Dátum            | Helyszín | Ellenfél | Gólarány | Eredmény | Rendezvény                      |
| -- | ---------------- | -------- | -------- | -------- | -------- | ------------------------------- |
| 1. | 2010. január 4.  | Dubaj    | Mali     | 1–0      | Győzelem | Barátságos                      |
| 2. | 2010. január 12. | Benguela | Nigéria  | 3-1      | Győzelem | 2010-es Afrikai Nemzetek Kupája |
| 3. | 2010. január 16. | Benguela | Mozambik | 2–0      | Győzelem | 2010-es Afrikai Nemzetek Kupája |
| 4. | 2010. január 25. | Benguela | Kamerun  | 3–1      | Győzelem | 2010-es Afrikai Nemzetek Kupája |
| 5. | 2010. január 28. | Benguela | Algéria  | 4–0      | Győzelem | 2010-es Afrikai Nemzetek Kupája |
| 6. | 2010. január 31. | Luanda   | Ghána    | 1–0      | Győzelem | 2010-es Afrikai Nemzetek Kupája |

## Sikerei, díjai
- 2010-es Afrikai Nemzetek Kupája győztes
- 2010-es Afrikai Nemzetek Kupája gólkirály és Aranycipő-díjas